# Regio VI Alta Semita
La Regio VI Alta Semita era la sesta delle 14 regioni di Roma augustea classificata poi nei Cataloghi regionari della metà del IV secolo. Prese il nome dalla via Alta Semita, che percorreva il colle Quirinale per tutta la sua lunghezza, fino a Porta Collina delle Mura Serviane.
Esternamente a tali mura e fino alle Mura Aureliane la regione era formata da giardini, tra i quali importanti erano gli Horti Sallustiani.
A ovest confinava con la Regio VII Via Lata, a sudest con la Regio V Esquiliae e a sud con le regioni IV Templum Pacis e VIII Forum Romanum.
Lungo la cerchia delle Mura Aureliane, la regione comprendeva la Porta Nomentana e la Porta Salaria, poste sulle omonime vie.
Rientrava in questa regione anche i Castra Praetoria.

## Topografia
La Regio VI augustea si trovava nella parte nord della città di Roma antica. Alla metà del IV secolo l'ampiezza della Regio era indicata nei Cataloghi regionari in 15.700 piedi romani, pari a circa 4.648 metri.

## Caratteristiche
La Regio era divisa in 17 vici (rioni), 17 aediculae (edicole), 3.403 insulae (caseggiati), 146 domus (case patrizie), 18 horrea (magazzini), 75 balnea (bagni), 73 laci (fontane) e 16 pistrina (panetterie). L'area era sorvegliata da 2 curatores e da 48 vicomagistri..

## Principali monumenti pubblici
I principali monumenti pubblici di questa regione erano:
- Capitolium Vetus
- Castra Praetoria
- circo di Flora
- Porta Nomentana, Porta Pinciana, Porta Praetoriana e Porta Salaria (Mura aureliane)
- Porta Collina, Porta Quirinalis, Porta Salutaris,  Porta Sanqualis e Porta Viminalis (Mura serviane)
- santuario di Diana Planciana
- santuario di Nenia
- santuario di Semo Sancus Dius Fidius
- Statio cohortis III vigilum
- Statua Mamuri
- tempio della Gens Flavia
- tempio di Febris
- tempio di Flora
- tempio di Fortuna Euelpis
- tempio della Fortuna Publica Populi Romani Quiritium Primigenia
- tempio di Giunone Lucina
- tempio della Pudicizia Plebea
- tempio di Quirino
- tempio della Salus
- tempio di Serapide
- tempio di Spes
- tempio di Venere Ericina
- terme di Diocleziano
- terme di Costantino